# Peltigera polydactylon
Peltigera polydactyla ist eine blattförmige Flechte (Laubflechte).

## Beschreibung
Der Thallus ist großflächig, die Lappen blattförmig, an den Rändern oft kraus, etwa 4 cm breit. Die Oberseite ist glänzend und unbehaart. Auf der Unterseite befinden sich breite, zusammenfließenden Adern. Die Apothecien haben eine braunrote Farbe. Ihre Form ist sattelförmig an schmalen, aufrechten Lappen.

## Standort
Diese Laubflechte ist auf Erde, Gestein und Baumstümpfen weit verbreitet.